# کریس لمکی
کریس لِمکی (انگلیسی: Kris Lemche؛ ‏ ‎/ˈlɛmkiː/‎؛ زادهٔ ۲۳ فوریهٔ ۱۹۷۸) بازیگر اهل کانادا است. وی از سال ۱۹۹۶ میلادی تاکنون مشغول فعالیت بوده‌است.

## گزیدهٔ آثار

### سینما
- آن‌ها در حال تماشا هستند (۲۰۱۶)
- مقصد نهایی ۳ (۲۰۰۶)
- ولگردها (۲۰۰۱)
- گاز گرفتن جینجر (۲۰۰۱)

### تلویزیون
- سی‌اس‌آی (۲۰۱۰)
- غیب‌گو (۲۰۰۷)
- ذهن‌های جنایتکار (۲۰۰۵)